# Collateralized Bond Obligation
Die Collateralized Bond Obligation (CBO; deutsch „besicherte Anleihe“; von englisch collateral für Besicherung) ist im Finanzwesen der Anglizismus für eine Gruppe von forderungsbesicherten Wertpapieren, die von einer Zweckgesellschaft im Rahmen einer Wiederverbriefung emittiert wird und als Anleihedeckung eine Vielzahl von Anleihen unterschiedlicher Emittenten in einem Pool vereinigt.

## Allgemeines
Die CBO ist ein forderungsbesichertes Wertpapier, hinter dem als Sicherheit (englisch collateral) ein diversifiziertes Portfolio von Junk-Bonds steht. Emittent der CBOs sind Zweckgesellschaften, deren Vermögen überwiegend oder vollständig aus Ramschanleihen besteht. Zu den Junk-Bonds gehören Unternehmensanleihen und Staatsanleihen von schlechter Bonität. CBOs stellen eine Unterart der Collateralized Debt Obligations (CDO) dar.

## Einordnung
Im Rahmen der Verbriefung sind CBOs wie folgt einzuordnen:
| Asset Backed Securities (ABS)             | Unterart/Portfolio |
| ----------------------------------------- | --- |
| Asset Backed Securities im engeren Sinn:  | Autokredite, Kreditkartenforderungen, Leasingforderungen |
| Mortgage Backed Securities (MBS)          | Hypothekenbesichertes Wertpapier Residential Mortgage Backed Securities (RMBS) Commercial Mortgage Backed Securitisation (CMBS) Collateralized Mortgage Obligations (CMO) |
| Collateralized Debt Obligations (CDO)     | Collateralized Bond Obligations (CBO) Collateralized Loan Obligations (CLO)                                                                                               |
| Asset Backed Securities im weiteren Sinn: | besichertes Geldmarktpapier (ABCP) |

Während die Asset Backed Securities im engeren Sinn auf dem Kapitalmarkt gehandelt werden, sind die besicherten Geldmarktpapiere typische Handelsobjekte auf dem Geldmarkt.

## Arten
Generell wird unterschieden zwischen True-Sale- und Synthetic-Sale. Beim True Sale handelt es sich um die echte Veräußerung der Anleihen an die Zweckgesellschaft. Wird dagegen das in der Anleihe liegende Emittentenrisiko über Kreditderivate (etwa Credit Default Swaps mit dem Pool als Sicherungsgeber) transferiert, handelt es sich um synthetische CLOs.

## Wirtschaftliche Aspekte
Forderungsbesicherte Wertpapiere sind ein Risikotransfer, weil der eigentliche Risikoträger (wie etwa eine Hypothekenbank bei Immobilienfinanzierungen) sein Finanzrisiko an einen Anleger übertragt. Im Ergebnis werden daher nicht oder nur schwer handelbare Anleihen in handelbare Finanzprodukte umgewandelt (englisch repackaging). Der Nominalzins der besicherten Wertpapiere richtet sich nach Bonität und Rating der zugrunde liegenden Junk-Bonds. Die Granularität im Pool wird durch Anschaffung verschiedener Junk-Bonds von unterschiedlichen Emittenten erhöht, was das Klumpenrisiko vermindert. Durch Risikodiversifizierung kann es sogar vollständig eliminiert werden. Damit die CBOs ein besseres Rating als die (mit einem schlechten Rating versehenen) Junk-Bonds des Pools zu erhalten, nahmen die Originatoren ein Credit Enhancement vor, das in einer Übersicherung (englisch overcollateralization) bestand. Der Nominalwert der Junk-Bonds im Pool lag weit über dem Nominalwert der CBOs.
Es verbleibt stets das systematische Risiko, das nicht durch Risikodiversifizierung beseitigt werden kann und bei derartigen Finanzinstrumenten nicht unterschätzt werden darf. Es besteht bei CBOs darin, dass sich eine Finanzkrise oder Wirtschaftskrise auch auf die Emittenten der Junk-Bonds auswirken kann (Unternehmenskrise, Staatsbankrott). So führte die Eurokrise nach April 2010 dazu, dass die Staatsanleihen der PIIGS-Staaten zu Junk-Bonds wurden. Die Originatoren von CBOs investieren ausschließlich in Junk-Bonds, die bereits selbst ein hohes Insolvenzrisiko beinhalten. Beim Kauf von CBOs vermindert sich deshalb das absolute Finanzrisiko des Anlegers nicht, vielmehr vermindert er durch Risikostreuung im Pool – ähnlich wie in einem Investmentfonds – sein relatives Finanzrisiko.
CBOs werden oft in mehreren Tranchen vermarktet, wobei die obersten Tranchen (englisch senior CBOs) gegenüber den übrigen (englisch Mezzanine, englisch junior/equity CBOs) bevorrechtigt sind. Die Verteilung der Cashflows aus dem Pool hängt somit von der Rangfolge der CBO-Tranchen ab. Senior-Tranchen werden vor der Mezzanine und diese vor der Equity-Tranche bedient. Verluste werden also zuerst von den Equity-Tranchen getragen. Die „senior CBOs“ weisen das beste Rating, aber entsprechend auch die geringste Rendite auf. Diese Rangordnung spielt auch bei den Cashflows eine Rolle, denn die „junior/equity“-Tranche wird nur mit Zinsen bedient, die nach der Bedienung der beiden höherrangigen Tranchen noch übrig bleiben; das gilt auch für die Rückzahlung bei Fälligkeit.

## Anlegerrisiko
Von Medien und Wissenschaftlern wurden die Komplexität von CDO-Produkten, die mangelnde Markttransparenz der Produkte, das Versagen der Ratingagenturen bei der korrekten Bewertung dieser Instrumente und die mangelnde Bankenaufsicht der staatlichen Organe für die finanziellen Verwerfungen der Finanzkrise ab 2007 verantwortlich gemacht. Auch die CDOs mit einem guten Rating bestanden zum großen Teil aus sogenannten Subprime-Darlehen, also Krediten an einkommensschwache Gesellschaftsschichten mit variablen Zinsen. Die Originatoren haben also sichere Hypotheken mit hoch risikoreichen vermischt und dann mit einem guten Rating der Ratingagenturen weiterverkauft. Das Versagen der Ratingagenturen wie Moody’s oder Standard & Poor’s in der Bewertung dieser CDOs war fragwürdig.
Einige Merkmale der ABS-Anleihen wirken zwar risikomindernd (Granulärität, Ringfencing und Risikostreuung), doch beinhalten die Portfolios ein systematisches Risiko, das etwa aus einem Marktrisiko und/oder Zinsrisiko bestehen kann, das alle im Portfolio vorhandenen Anleihen gemeinsam treffen kann. Bei der Subprime-Krise ab August 2007 gab es in den USA eine Immobilienblase, welche die Mortgage Backed Securities durch eine zunehmende Zahl von Zwangsversteigerungen traf. Die nachfolgende Finanzkrise ab 2007 hat gezeigt, wie vulnerabel die verheißene – und durch Ratingagenturen bestätigte – Anlegersicherheit tatsächlich sein kann. Die durchweg guten Ratings standen im Gegensatz zum Credit Spread der CDOs, der ein höheres Anlagerisiko signalisierte. Ähnlich ist die Situation bei einem Hochzinsniveau, weil viele Anleiheschuldner der Junk-Bonds ihre Kreditzinsen nicht mehr bezahlen können und damit das Risiko im Portfolio erhöhen. CBOs weisen daher ein sehr hohes Anlagerisiko auf und gehören zur schlechtesten Anlageklasse, was sie nur für risikofreudige Anleger der höchsten Risikoklasse attraktiv macht.